# Julian Brandt
Julian Brandt (Bremen, 2 de maio de 1996) é um futebolista alemão que atua como meia. Atualmente defende o Borussia Dortmund.

## Carreira

### Bayer Leverkusen
Brandt transferiu-se do Wolfsburg para Bayer Leverkusen em janeiro de 2014 pelo valor de  350.000,00 euros, onde assinou um contrato profissional até 2019. Fez sua estreia profissional no dia 15 de fevereiro de 2014 polo Bayer Leverkusen num jogo valido pela Bundesliga contra o Schalke 04. Ele substituiu o jogador Son Heung-min aos 82 minutos do jogo que acabou 2 a 1 para o Schalke 04. Fez sua estreia num torneio europeu na Liga dos Campeões da UEFA de 2013–14 quando enfrentou o Paris Saint-Germain pelas oitavas-de-final. Marcou seu primeiro gol pelo Bayer Leverkusen no dia 4 de abril de 2014 na derrota perante a equipe do Hamburger SV pela Bundesliga.
Em 26 de agosto de 2017, Brandt se tornou o jogador mais jovem do Leverkusen a chegar a 100 jogos na Bundesliga, aos 21 anos, três meses e 25 dias, no empate em 2–2 contra o Hoffenheim. Brandt regularmente atuava pelo extremo do campo. Ao longo da Bundesliga de 2018–19, o treinador Peter Bosz ajustou sua posição para um papel mais central no meio-campo ao lado de Kai Havertz. Sua contribuição direta para gols aumentou após a mudança de posição. Em fevereiro de 2019, foi eleito o Jogador do Mês da Bundesliga.

### Borussia Dortmund
Em 22 de maio de 2019, se transferiu para o Borussia Dortmund em um contrato de 5 anos.
Estreou oficialmente no dia 17 de Agosto de 2019, na primeira rodada do Campeonato Alemão, substituindo Thorgan Hazard e marcando o quinto gol na goleada de 5 a 1 sobre o Augsburg.

## Seleção Alemã

### Olimpíadas Rio 2016
Julian Brandt fez parte do elenco da Seleção Olimpica Alemã nas Olimpíadas de 2016, que acabou ficando com a medalha de prata.

### Copa das Confederações de 2017
No ano de 2017 Julian Brandt foi convocado para jogar a Copa das Confederações, na qual sua seleção acabou se sagrando campeã do torneio.

### Copa do Mundo de 2018
O jogador foi convocado para jogar a Copa do Mundo de 2018, mas a sua seleção acabou sendo eliminada na fase de grupos.

## Estatísticas

### Clube
- Atualizado até Atualizado até 5 de fevereiro de 2023.[2]

| Clube             | Temporada      | Liga nacional  | Liga nacional | Liga nacional | DFB-Pokal | DFB-Pokal | Europa | Europa | Outros | Outros | Total | Total |
| Clube             | Temporada      | Divisão        | Jogos         | Gols          | Jogos     | Gols      | Jogos  | Gols   | Jogos  | Gols   | Jogos | Gols  |
| ----------------- | -------------- | -------------- | ------------- | ------------- | --------- | --------- | ------ | ------ | ------ | ------ | ----- | ----- |
| Bayer Leverkusen  | 2013–14        | Bundesliga     | 12            | 2             | 0         | 0         | 2      | 0      | –      | –      | 14    | 2     |
| Bayer Leverkusen  | 2014–15        | Bundesliga     | 25            | 4             | 4         | 0         | 6      | 0      | –      | –      | 35    | 4     |
| Bayer Leverkusen  | 2015–16        | Bundesliga     | 29            | 9             | 3         | 1         | 12     | 0      | –      | –      | 44    | 10    |
| Bayer Leverkusen  | 2016–17        | Bundesliga     | 32            | 3             | 0         | 0         | 8      | 1      | –      | –      | 40    | 4     |
| Bayer Leverkusen  | 2017–18        | Bundesliga     | 34            | 9             | 5         | 3         | –      | –      | –      | –      | 39    | 12    |
| Bayer Leverkusen  | 2018–19        | Bundesliga     | 33            | 7             | 3         | 2         | 7      | 1      | –      | –      | 43    | 10    |
| Bayer Leverkusen  | Total          | Total          | 165           | 34            | 15        | 6         | 35     | 2      | –      | –      | 215   | 42    |
| Borussia Dortmund | 2019–20        | Bundesliga     | 33            | 3             | 2         | 2         | 7      | 2      | 0      | 0      | 42    | 7     |
| Borussia Dortmund | 2020–21        | Bundesliga     | 31            | 3             | 5         | 0         | 8      | 0      | 1      | 1      | 45    | 4     |
| Borussia Dortmund | 2021–22        | Bundesliga     | 31            | 9             | 2         | 0         | 7      | 0      | 0      | 0      | 40    | 9     |
| Borussia Dortmund | 2022–23        | Bundesliga     | 19            | 5             |           |           |        |        |        |        |       |       |
| Borussia Dortmund | Total          | Total          | 114           | 20            | 9         | 2         | 27     | 3      | 1      | 1      | 152   | 26    |
| Carreira total    | Carreira total | Carreira total | 280           | 55            | 24        | 8         | 62     | 5      | 1      | 1      | 368   | 69    |

## Títulos
Borussia Dortmund
- Copa da Alemanha: 2020–21[14]

Alemanha
- Campeonato Europeu Sub-19: 2014
- Copa das Confederações FIFA: 2017

### Prêmios individuais
- Equipe do torneio do Campeonato Europeu Sub-17 2012
- 50 jovens promessas do futebol mundial de 2016[15]
- Seleção da Temporada da Bundesliga: 2018–19,[16] 2022–23[17]